# Leucophrys
Leucophrys es un género de plantas herbáceas de la familia de las poáceas. Es originario del sudeste de África.
Algunos autores lo incluyen en el género Brachiaria.

## Especies
- Leucophrys glomerata
- Loucophrys mesocoma
- Leucophrys psammophila